# Schiffweiler
Schiffweiler é um município da Alemanha localizado no distrito de Neunkirchen, estado do Sarre.